# Startcodon

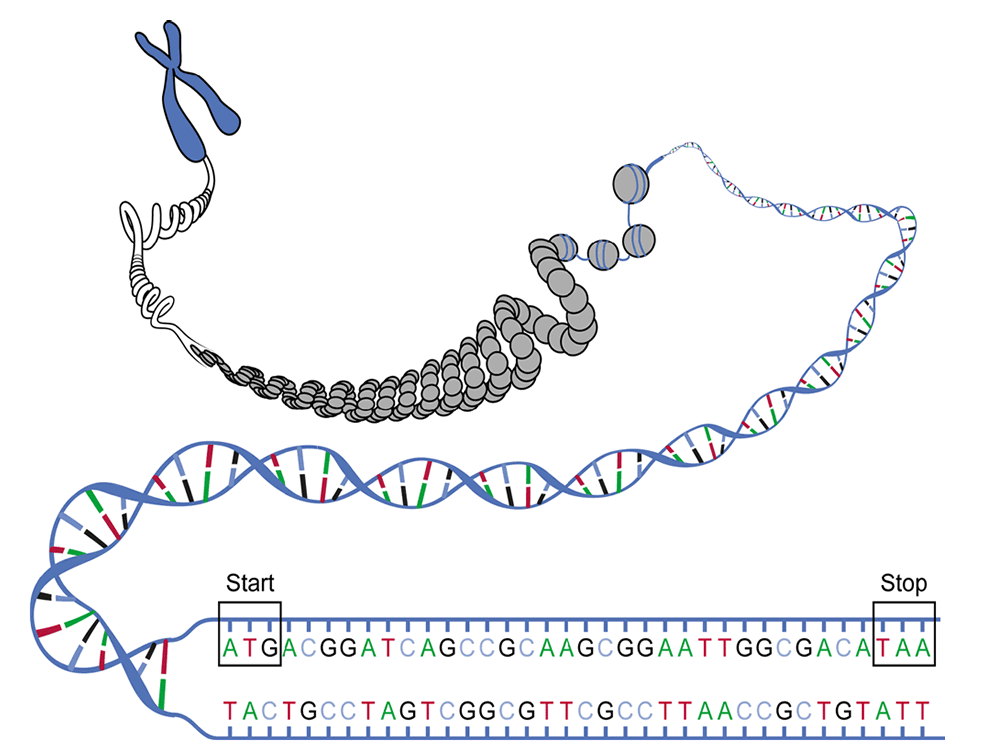
Schematische voorstelling van DNA met een open leesraam vanaf start- tot en met stopcodon. Dit voor eiwitten en peptiden coderende gedeelte wordt door niet te transleren gedeelten (untranslated regions (UTR)) geflankeerd, die ook naar het mRNA overgeschreven worden.

Een startcodon is een specifiek codon van het DNA of mRNA. Het gedeelte vanaf het start- tot en met het stopcodon is het open leesraam.

## Transcriptie
Bij transcriptie koppelt het holo-enzym RNA-polymerase op een specifieke plaats aan een DNA-keten en vouwt zich eromheen. Vervolgens ontwindt het het DNA, dat daardoor nu in enkelstrengs-vorm tijdelijk toegankelijk is voor andere actieve componenten van het enzym. Vanaf het startcodon worden vervolgens steeds nieuwe nucleotiden (basen) aan de te vormen RNA streng gekoppeld. Het RNA-polymerase beweegt zich in de zogenaamde 3' → 5'-richting over het DNA tot en met het stopcodon. Tegelijkertijd wordt het mRNA aan de achterkant weer gescheiden van het DNA. Wanneer het hele gen gekopieerd is, dus tot en met het stopcodon, koppelt het RNA-polymerase los van het DNA en wordt tevens de mRNA-keten afgestoten.
Startcodons van het DNA zijn :
- ATG = Adenine - Thymine- Guanine. Komt het meeste voor.
- TTG = Thymine - Thymine - Guanine
- GTG = Guanine - Thymine - Guanine
- CTG = Cytosine - Thymine - Guanine

## Translatie
Het ribosoom begint bij het vormen van een eiwit met het aflezen (translatie) van het mRNA aan het 5' eind tot het een startcodon tegenkomt. Vanaf deze plaats worden tijdens het verder aflezen aminozuren aan het eiwit gebonden totdat het ribosoom een stopcodon tegenkomt. Alles wat na het stopcodon zit is deel van het 3' UTR.
Schematisch:
```
       start                stop
       codon                codon

---------|-------------------|---------
5'-UTR      translerend RNA     3'-UTR
```

Het startcodon codeert altijd voor methionine in eukaryoten en een aangepaste vorm van methionine, N-Formylmethionine (fMet), in prokaryoten. Bij prokaryoten wordt transfer RNA (tRNA) gebruikt bij de start.
Startcodons van het RNA zijn:
- AUG = Adenine – Uracil - Guanine. Komt het meeste voor.
- GUG = Guanine - Uracil – Guanine. Komt bijvoorbeeld voor bij prokaryoten zoals in het lac-operon van Escherichia coli.
- UUG = Uracil – Uracil  – Guanine. Komt bijvoorbeeld voor bij prokaryoten zoals in het lac-operon van Escherichia coli.
- AUA = Adenine – Uracil - Adenine. In bijvoorbeeld het menselijk genoom.
- AUU = Adenine – Uracil - Uracil. In bijvoorbeeld het menselijk genoom.

Zo heeft het Escherichia coli-genoom 83% AUG (3542/4284), 14% (612) GUG, 3% (103) UUG en een of twee andere (bijvoorbeeld AUU en mogelijk  CUG).
Bij mitochondriale genomen komen AUA en AUU bij het menselijk mitochondriaal genoom vaker voor en bij prokaryoten komt hoofdzakelijk GUG en UUG voor.